# (2417) McVittie
(2417) McVittie (1964 CD) est un astéroïde de la ceinture principale, découvert le 15 février 1964 à l'observatoire Goethe Link près de Brooklyn, dans l'Indiana.